# Oswald Tschirtner
Oswald Tschirtner (Perchtoldsdorf, 24 maggio 1920 – Klosterneuburg, 20 maggio 2007) è stato un pittore austriaco.

## Biografia
Oswald Tschirtner nacque a Perchtoldsdorf nella Bassa Austria vicino a Vienna.

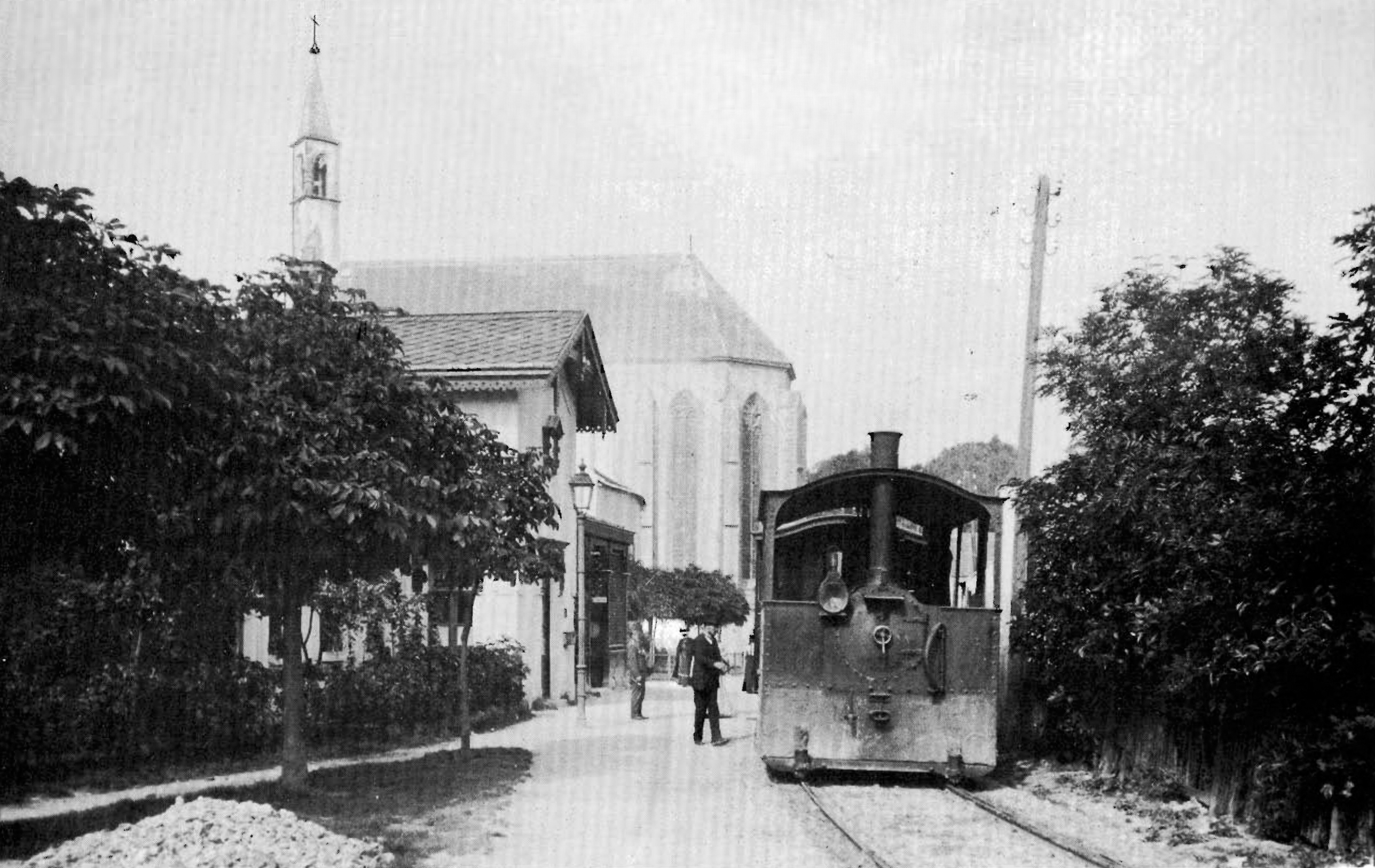
Perchtoldsdorf al tempo della nascita di Tschirtner

Crebbe con gli zii in una famiglia cattolica molto devota e sin da adolescente manifestò il desiderio di diventare sacerdote. All'età di 10 anni entrò in seminario. Nonostante il desiderio di iscriversi alla facoltà di teologia frequentò quella di chimica, quindi fu arruolato nell'esercito tedesco dopo l'unificazione dell'Austria alla Germania. Partecipò come operatore radio alla battaglia di Stalingrado ma evitò lo scontro finale e di essere catturato dall'Armata Rossa grazie a una licenza. Alla fine della guerra era internato in un campo di prigionia nel sud della Francia.
Tornato a casa iniziò a manifestare i sintomi di schizofrenia e fu ricoverato prima in ospedale quindi in un manicomio nel 1947. Nel 1954 era stato trasferito all'istituto Maria Gugging dove conobbe il celebre psicologo Leo Navratil. Costui credeva molto nell'arteterapia e creò un gruppo di lavoro in seguito divenuto celebre come Haus der Künstler (Casa degli artisti) o Outsiders. Tschirtner iniziò allora a disegnare. L'artista condusse la propria vita all'interno della struttura sanitaria sempre in modo riservato e introverso, unico compagno fedele la propria Bibbia. Morì nel 2007.

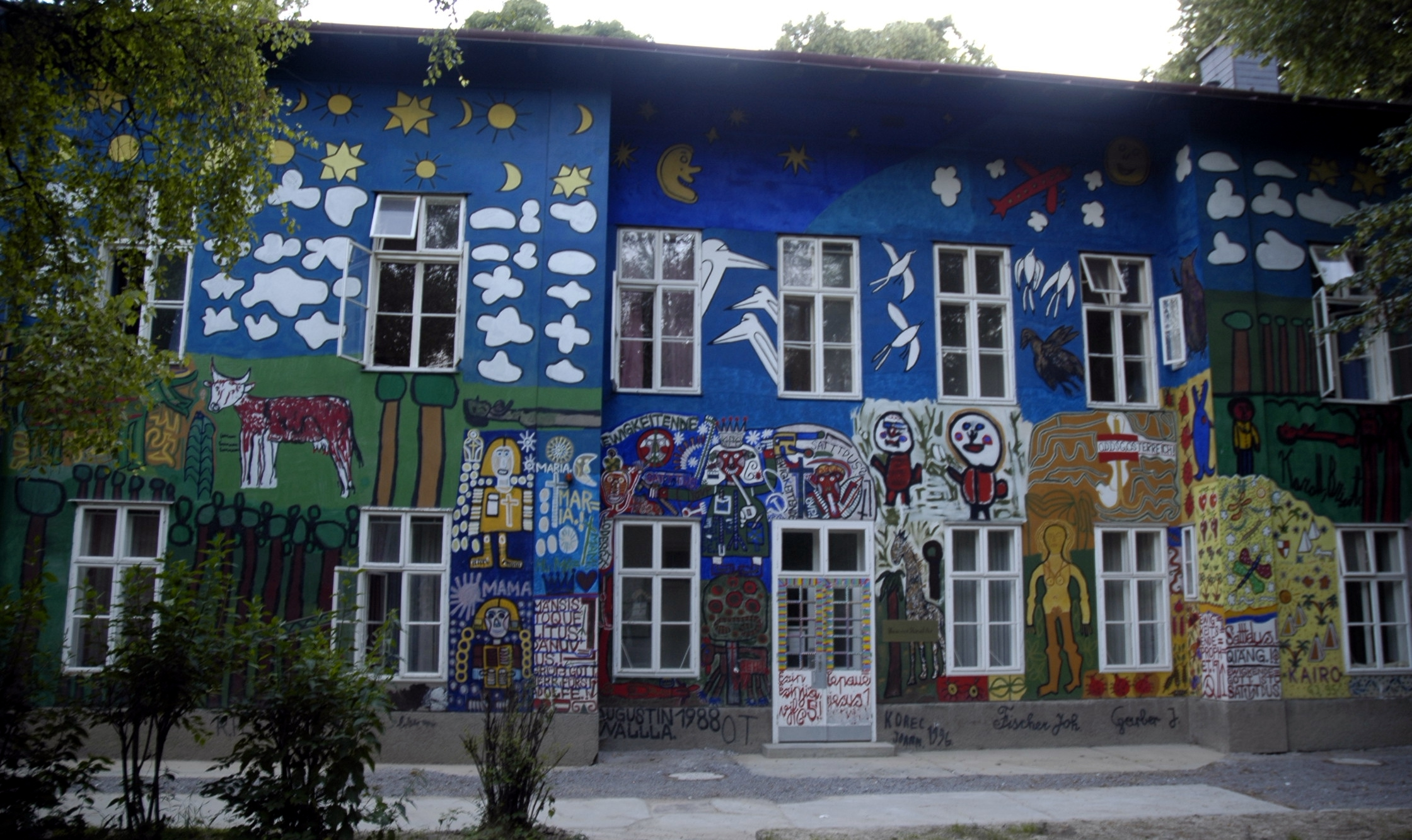
La Haus der Künstler di Maria Gugging

## Attività artistica
Le composizioni di Tschirtner sono caratterizzate da uno stile minimalista, il risultato di "abbreviazione, astrazione, sintesi ed economia grafica". I suoi soggetti preferiti erano delle semplici sagome con linee allungate in maniera quasi interminabile. Una linea singola solca il foglio e crea il disegno ridotto alla più semplice delle espressioni possibili. Le figure consistono spesso in due braccia e due gambe direttamente collegate a una testa. L'artista spesso salta il torso ed estremizza eliminando ogni minimo dettaglio.
O. T., come Tschirtner firmava i propri lavori, visse una vita introversa che si riflette nella sua opera. Le sue figure sono prive di ogni caratterizzazione o attrattiva, umanoidi definiti “cefalopodi”. Quando affronta altri soggetti, l'artista diviene ancora più frugale: un paesaggio è reso con una singola linea attraverso il foglio, un animale con un punto singolo; al contrario, i concetti astratti come la pace possono assumere ogni forma. L'uso del colore è occasionale: Tschirtner colorava con una tinta, due al massimo ma mai di più. L'attenzione elaborata sui suoi temi unita alla radicale semplificazione, parla di un profondo messaggio interiore.
Le sue opere sono inquadrate nella cosiddetta Art Brut, concetto inventato nel 1945 dal pittore francese Jean Dubuffet per indicare le produzioni artistiche realizzate da non professionisti o pazienti di un ospedale psichiatrico che operano al di fuori delle norme estetiche convenzionali (autodidatti, psicotici, prigionieri, persone completamente digiune di cultura artistica). Egli intendeva, in tal modo, definire un'arte spontanea, senza pretese culturali e senza alcuna riflessione.
Come artista espose alla Biennale di San Paolo, alla Hayward Gallery di Londra, alla Parsons School of Design di New York e in numerose altre rassegne in Europa e negli Usa.

## Influenze
- Nel 1983 il gruppo musicale Einstürzende Neubauten, gli dedicò l'album Zeichnungen des Patienten O. T. (disegni del paziente O. T.).
- Nel 1994 David Bowie e Brian Eno visitarono Gugging e la Haus der Künstler e ne trassero ispirazione per la realizzazione del concept album 1.Outside.[5]
- Nel 2008 i musicisti elettronici Hans-Joachim Roedelius e Kava hanno pubblicato The Gugging Album ispirandosi alle atmosfere delle opere degli artisti di Gugging quali Tschirtner, Walla e Limberger.[6]